# Caperonia castaneifolia
Caperonia castaneifolia là một loài thực vật có hoa trong họ Đại kích. Loài này được (L.) A.St.-Hil. mô tả khoa học đầu tiên năm 1825.